# Russellville (Arkansas)
Russellville is een plaats (city) in de Amerikaanse staat Arkansas, en valt bestuurlijk gezien onder Pope County.

## Demografie
Bij de volkstelling in 2000 werd het aantal inwoners vastgesteld op 23.682.
In 2006 is het aantal inwoners door het United States Census Bureau geschat op 26.014, een stijging van 2332 (9.8%).

## Geografie
Volgens het United States Census Bureau beslaat de plaats een oppervlakte van
67,3 km², waarvan 67,2 km² land en 0,1 km² water.

## Economie
In deze stad is het bedrijf Grace Manufacturing Inc gevestigd dat bekend is van de Microplane.

## Plaatsen in de nabije omgeving
De onderstaande figuur toont nabijgelegen plaatsen in een straal van 24 km rond Russellville.